# 17930 Kennethott
17930 Kennethott este un asteroid din centura principală de asteroizi.

## Descriere
17930 Kennethott este un asteroid din centura principală de asteroizi. A fost descoperit pe 6 aprilie 1999 la Socorro, New Mexico, în cadrul proiectului LINEAR. Asteroidul prezintă o orbită caracterizată de o semiaxă mare de 2,23 ua, o excentricitate de 0,15 și o înclinație de 2,8° în raport cu ecliptica.